# Volkhov
Pour les articles homonymes, voir Volkhov (homonymie).
Volkhov (en russe : Волхов), anciennement Volkhovstroï (en russe : Волховстрой), est une ville de l'oblast de Léningrad, en Russie, et le centre administratif du raïon de Volkhov. Sa population s'élevait à 45 195 habitants en 2017 et à 43 969 en 2021. 

## Géographie
Volkhov est arrosée par la rivière Volkhov et se trouve à 113 km à l'est de Saint-Pétersbourg et à 558 km au nord-ouest de Moscou.

## Galerie

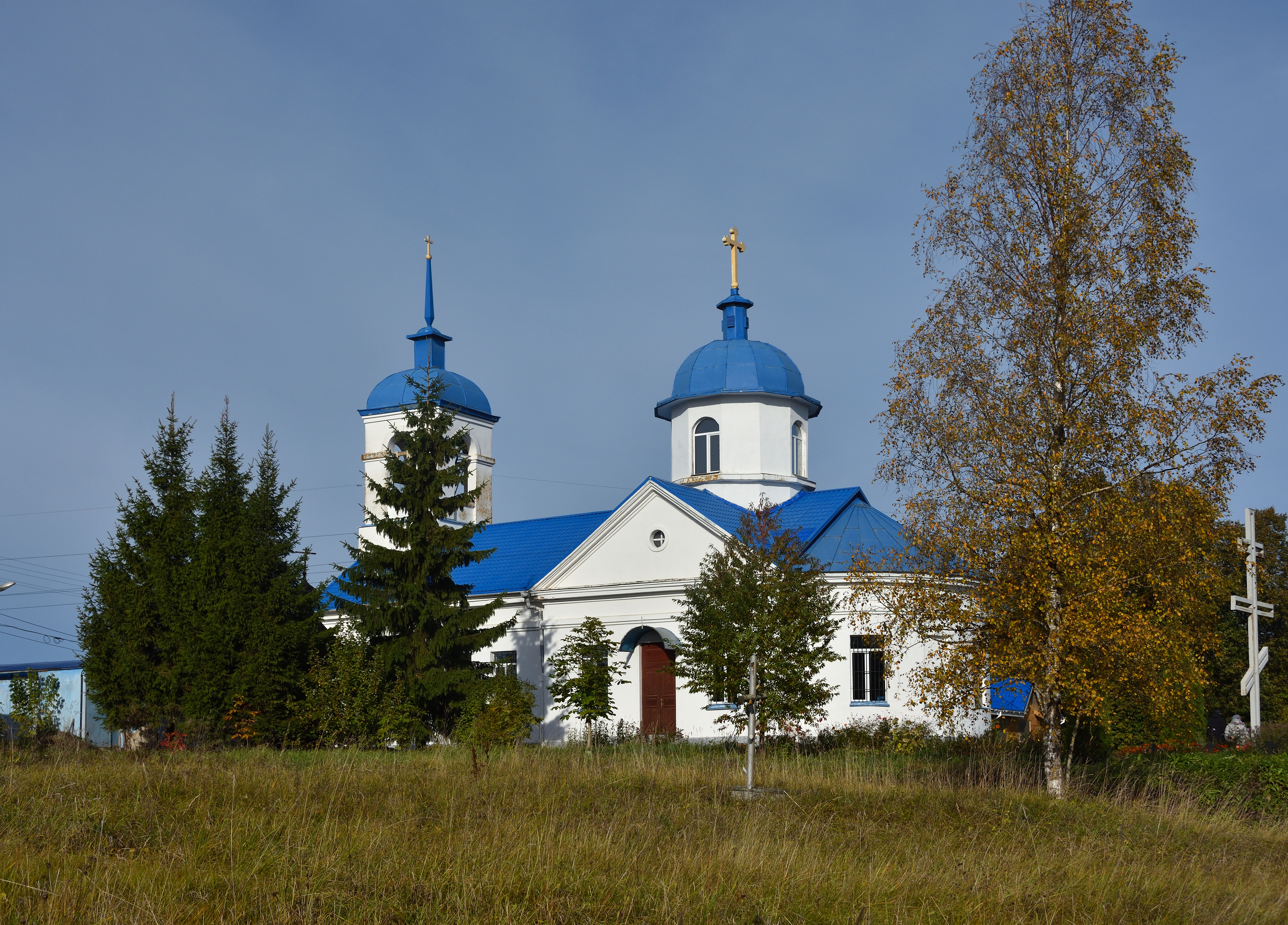
Église Saint-Michel-Archange.
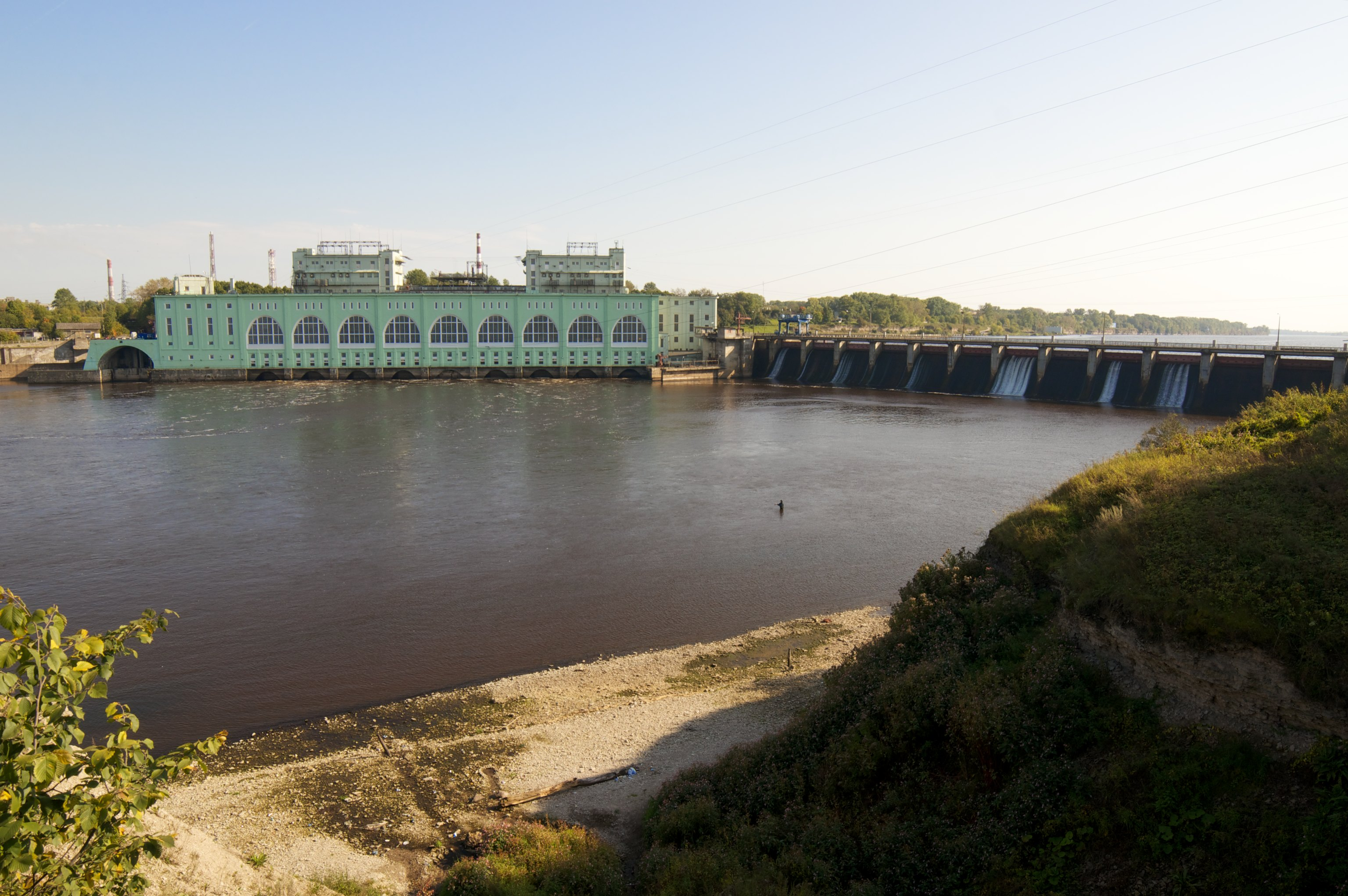
Centrale hydroélectrique de Volkhov.
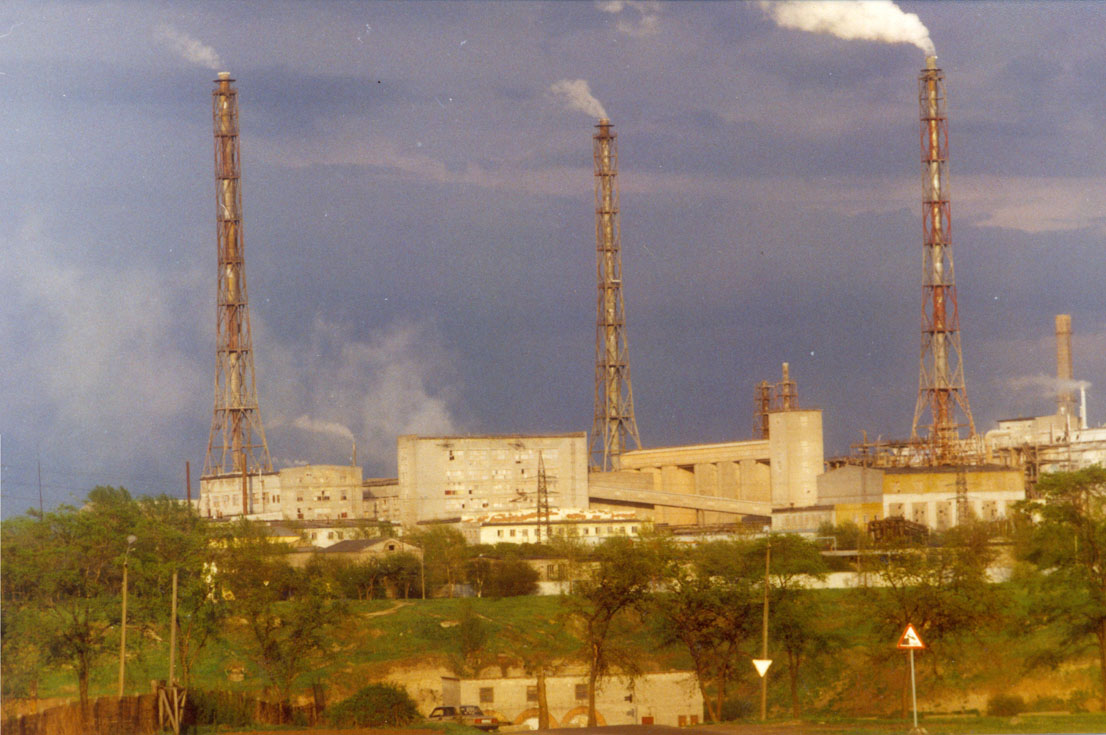
Usine d'aluminium de Volkhov (société VAZ-SOuAL).
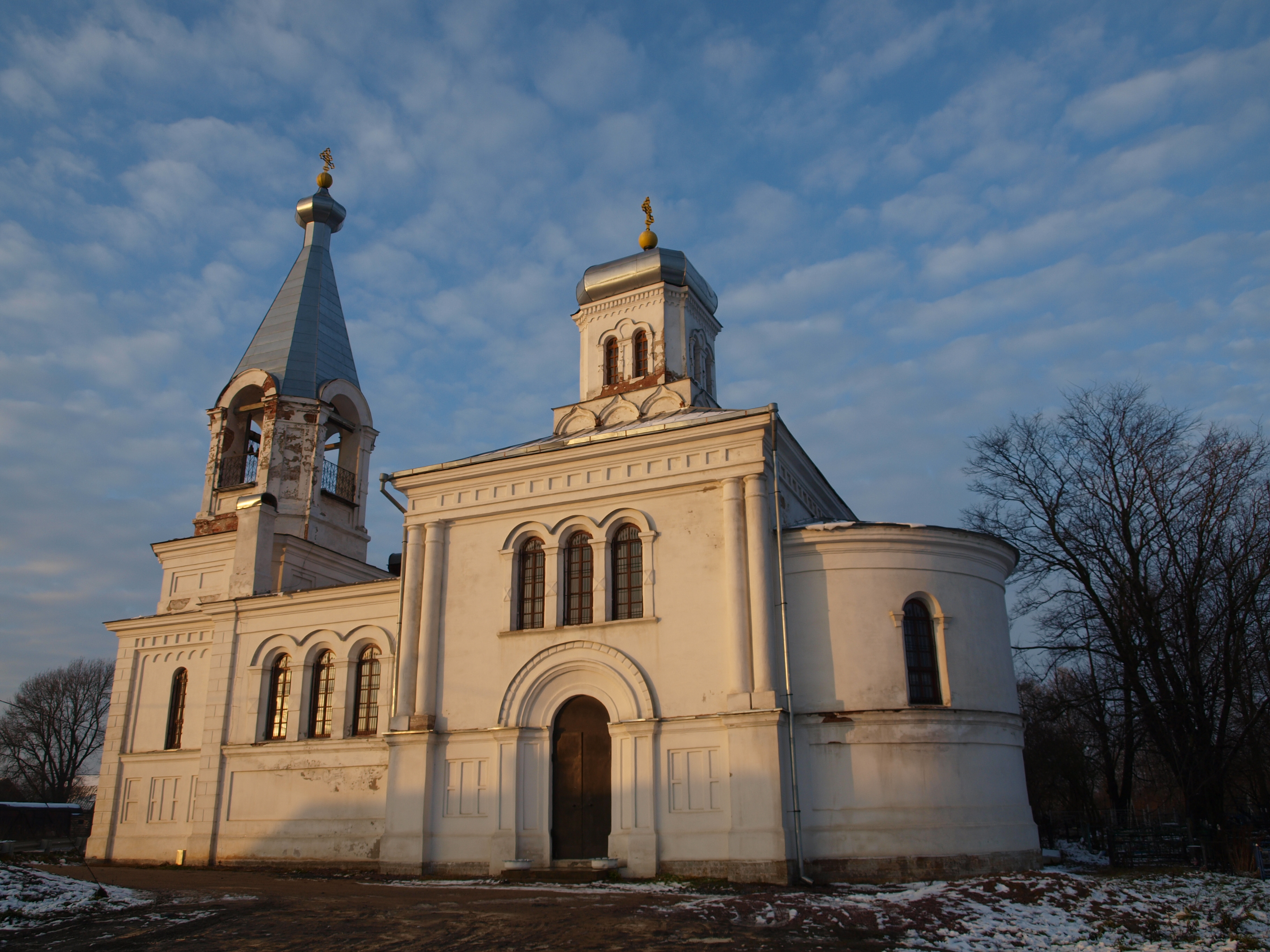
Église Saint-Élie du quartier de Plekhanovo.

## Histoire
La ville s'est développée durant la période d'industrialisation de la première moitié du XXe siècle. La gare de Volkhov fut construite en 1904 dans le village de Zvanka, sur la ligne Saint-Pétersbourg – Vologda. En 1918 débuta la construction du barrage et de la centrale hydroélectrique de Volkhov. La centrale électrique fut mise en service en 1926, la première d'URSS. Une usine d'aluminium fut implantée à proximité du barrage en 1932. Le 27 décembre 1934, la gare de chemin de fer, le barrage et les centrales furent réunies, avec plusieurs villages adjacents, au sein de la ville de Volkhovstroï. La ville fut renommée en Volkhov en 1940.

## Population
Recensements (*) ou estimations de la population :
| 1926* | 1932   | 1937*  | 1939*  | 1943  | 1945   | 1949   |
| ----- | ------ | ------ | ------ | ----- | ------ | ------ |
| 6 921 | 10 800 | 24 430 | 29 413 | 5 021 | 17 037 | 26 939 |

| 1959*  | 1970*  | 1979*  | 1989*  | 2002*  | 2010*  | 2012   |
| ------ | ------ | ------ | ------ | ------ | ------ | ------ |
| 36 630 | 47 025 | 49 696 | 50 325 | 46 596 | 47 182 | 46 891 |

| 2013   | 2014   | 2015   | 2016   | 2017   | 2019   | 2021   |
| ------ | ------ | ------ | ------ | ------ | ------ | ------ |
| 46 827 | 46 589 | 46 076 | 45 585 | 45 195 | 44 487 | 43 969 |

## Jumelages
- Mosjøen (Norvège)
- Vefsn (Norvège)
- Järvenpää (Finlande)